# 龟峰塔
龟峰塔，是位于中国广东省河源市源城区东南方向龟峰山上的一座古塔，始建于南宋绍兴二年（1132年）。被认为“河源八景”之首，另有“东江第一塔”之誉，也是是广东省内仅有绝对年份可考的南宋早期砖塔。

## 结构
龟峰塔高42.6米，为平面六角仿木楼阁式砖塔。塔外观为七层，内却有十四层，其中七层为明层七层为暗层。有直壁砖级直上各层塔楼，绕塔外平层座逐级可登顶层。基座边长为5米，底壁厚为3米。塔外每层都砌有柱、额、门、平座、斗拱以及叠涩檐。

## 传说
民间传说，在从前，河源长期受水患之苦，民不聊生。有一神仙云游至此，大发慈悲，就在新丰江与东江的汇合处投下一巨龟。巨龟化为了龟峰山，神仙在上面置立龟峰塔，以镇水妖。此后，河源人民安居乐业。

## 历史
据《河源县志》记载，龟峰塔为明代知县陆大观建造，但在同一县志“艺文篇”中却载有元代诗人谢天与吟咏龟峰塔的诗：“屹屹孤峰万古名，浮图高耸入秋晴。望中如似昂天笔，倒写云笺雁字横。”据此证明，龟峰塔在元代就已存在。
1989年，河源当局对该塔进行了文物修复工作。并在第三层西面发现发现刻有“绍兴二年壬子十一月廿九塔砖”，在北面发现了刻有“绍熙四年十二月廿一”纪年的铭文砖，还在第七层北面出檐牙砖发现刻有“万历三十年修”纪年的铭文砖。这些表明了明代万历年间曾重修过一次的史实。另外也发现了承托刹杆横梁，这是龟峰塔原有塔顶的实物依据。